# Macrotrachelia thripiformis
Macrotrachelia thripiformis är en insektsart som beskrevs av Champion 1901. Macrotrachelia thripiformis ingår i släktet Macrotrachelia och familjen näbbskinnbaggar. Inga underarter finns listade i Catalogue of Life.